# 1998年フランスグランプリ
1998年フランスグランプリ(1998 French Grand Prix)は1998年のF1世界選手権第8戦として1998年6月28日にマニクール・サーキットで開催された。

## 予選

### 展開
ミカ・ハッキネンが今シーズン5回目のポールポジションを獲得した。チャンピオンシップを争うミハエル・シューマッハが、ハッキネンと並ぶフロントローを獲得。
またこのレースから、スチュワートはヤン・マグヌッセンに代わりヨス・フェルスタッペンがドライブすることとなった。

### 結果
| 順位 | No | ドライバー                       | チーム                     | タイム   | 差     |
| ---- | -- | -------------------------------- | -------------------------- | -------- | ------ |
| 1    | 8  | ミカ・ハッキネン                 | マクラーレン・メルセデス   | 1’14.929 |        |
| 2    | 3  | ミハエル・シューマッハ           | フェラーリ                 | 1’15.159 | +0.230 |
| 3    | 7  | デビッド・クルサード             | マクラーレン・メルセデス   | 1’15.333 | +0.404 |
| 4    | 4  | エディ・アーバイン               | フェラーリ                 | 1’15.527 | +0.598 |
| 5    | 1  | ジャック・ヴィルヌーヴ           | ウィリアムズ・メカクローム | 1’15.630 | +0.701 |
| 6    | 10 | ラルフ・シューマッハ             | ジョーダン・無限ホンダ     | 1’15.925 | +0.996 |
| 7    | 9  | デイモン・ヒル                   | ジョーダン・無限ホンダ     | 1’16.245 | +1.316 |
| 8    | 2  | ハインツ＝ハラルド・フレンツェン | ウィリアムズ・メカクローム | 1’16.319 | +1.390 |
| 9    | 5  | ジャンカルロ・フィジケラ         | ベネトン・プレイライフ     | 1’16.375 | +1.446 |
| 10   | 6  | アレクサンダー・ヴルツ           | ベネトン・プレイライフ     | 1’16.460 | +1.531 |
| 11   | 14 | ジャン・アレジ                   | ザウバー・ペトロナス       | 1’16.627 | +1.698 |
| 12   | 12 | ヤルノ・トゥルーリ               | プロスト・プジョー         | 1’16.892 | +1.963 |
| 13   | 15 | ジョニー・ハーバート             | ザウバー・ペトロナス       | 1’16.977 | +2.048 |
| 14   | 18 | ルーベンス・バリチェロ           | スチュワート・フォード     | 1’17.024 | +2.095 |
| 15   | 19 | ヨス・フェルスタッペン           | スチュワート・フォード     | 1’17.604 | +2.675 |
| 16   | 11 | オリビエ・パニス                 | プロスト・プジョー         | 1’17.671 | +2.742 |
| 17   | 16 | ペドロ・ディニス                 | アロウズ                   | 1’17.880 | +2.951 |
| 18   | 20 | リカルド・ロセット               | ティレル・フォード         | 1’17.908 | +2.979 |
| 19   | 17 | ミカ・サロ                       | アロウズ                   | 1’17.970 | +3.041 |
| 20   | 21 | 高木虎之介                       | ティレル・フォード         | 1’18.221 | +3.292 |
| 21   | 22 | 中野信治                         | ミナルディ・フォード       | 1’18.273 | +3.344 |
| 22   | 23 | エステバン・トゥエロ             | ミナルディ・フォード       | 1’19.146 | +4.217 |

• 予選通過タイム 1'20.174

## 決勝

### 展開
1回目のスタートでは、ハッキネンが好スタートを決めた中、後方でフェルスタッペンがスタートできずイエローフラッグが振られ、スタートはやり直しとなった。
2回目のスタートでは、ハッキネンは早く1速に入れてしまいニュートラルに戻すが、その隙にミハエルとエディ・アーバインのフェラーリ2台が前に出た。またハッキネンのチームメートであるデビッド・クルサードもスタートに失敗し、ウィリアムズのジャック・ヴィルヌーヴに先行を許してしまう。その後すぐクルサードがヴィルヌーヴをかわし4位のポジションを取り戻した。
しかし、マクラーレンの2台はアーバインに抑えつけられてしまい、ミハエルとの差が徐々に広がっていった。後方では早くも2周目にプロストのヤルノ・トゥルーリが緊急ピットインを強いられ、大きく順位を落とした。20周目、ハッキネンはアーバインを抜こうとしたところ最終コーナーでスピンをしてしまい、クルサードにかわされ順位を1つ落としてしまう。だが、3位に上がったクルサードはピットストップでトラブルが発生。さらに給油で問題が発生しもう一度ピットインすることを余儀なくされた。これによりハッキネンが3位に戻り、クルサードは大きく順位を下げた。ハッキネンはミハエルに大きく引き離されたものの、アーバインの真後ろに付け、2位の座を狙う。そしてファイナルラップの最終コーナーでハッキネンはアーバインのインを突き抜こうと試みたが、惜しくも僅差で届かなかった。これによりフェラーリは1990年スペイングランプリのアラン・プロスト、ナイジェル・マンセル以来の1-2フィニッシュとなった。
クルサードの後退とジョーダンのトラブルにより、ヴィルヌーヴがサンマリノグランプリ以来の4位を獲得した他、ベネトンのアレクサンダー・ヴルツが5位でフィニッシュした。クルサードは59周目にファステストラップを出しながら6位に終わった。また、サスペンショントラブルで順位を落としたハインツ＝ハラルド・フレンツェンをパスしたザウバーのジャン・アレジは7位でチェッカーを受けた後、コース外でストップした。

### 結果
| 順位 | No | ドライバー                       | チーム                     | 周回数 | タイム/リタイア | グリッド | ポイント |
| ---- | -- | -------------------------------- | -------------------------- | ------ | --------------- | -------- | -------- |
| 1    | 3  | ミハエル・シューマッハ           | フェラーリ                 | 71     | 1'34:45.026     | 2        | 10       |
| 2    | 4  | エディ・アーバイン               | フェラーリ                 | 71     | +19.575         | 4        | 6        |
| 3    | 8  | ミカ・ハッキネン                 | マクラーレン・メルセデス   | 71     | +19.747         | 1        | 4        |
| 4    | 1  | ジャック・ヴィルヌーヴ           | ウィリアムズ・メカクローム | 71     | +1'06.965       | 5        | 3        |
| 5    | 6  | アレクサンダー・ヴルツ           | ベネトン・プレイライフ     | 70     | +1Lap           | 10       | 2        |
| 6    | 7  | デビッド・クルサード             | マクラーレン・メルセデス   | 70     | +1Lap           | 3        | 1        |
| 7    | 14 | ジャン・アレジ                   | ザウバー・ペトロナス       | 70     | +1Lap           | 11       |          |
| 8    | 15 | ジョニー・ハーバート             | ザウバー・ペトロナス       | 70     | +1Lap           | 13       |          |
| 9    | 5  | ジャンカルロ・フィジケラ         | ベネトン・プレイライフ     | 70     | +1Lap           | 9        |          |
| 10   | 18 | ルーベンス・バリチェロ           | スチュワート・フォード     | 69     | +2Lap           | 14       |          |
| 11   | 11 | オリビエ・パニス                 | プロスト・プジョー         | 69     | +2Lap           | 16       |          |
| 12   | 19 | ヨス・フェルスタッペン           | スチュワート・フォード     | 69     | +2Lap           | 15       |          |
| 13   | 17 | ミカ・サロ                       | アロウズ                   | 69     | +2Lap           | 19       |          |
| 14   | 16 | ペドロ・ディニス                 | アロウズ                   | 69     | +2Lap           | 17       |          |
| 15   | 2  | ハインツ＝ハラルド・フレンツェン | ウィリアムズ・メカクローム | 68     | +3Lap           | 8        |          |
| 16   | 10 | ラルフ・シューマッハ             | ジョーダン・無限ホンダ     | 68     | +3Lap           | 6        |          |
| 17   | 22 | 中野信治                         | ミナルディ・フォード       | 65     | エンジン        | 21       |          |
| Ret  | 21 | 高木虎之介                       | ティレル・フォード         | 60     | エンジン        | 20       |          |
| Ret  | 12 | ヤルノ・トゥルーリ               | プロスト・プジョー         | 55     | スピンアウト    | 12       |          |
| Ret  | 23 | エステバン・トゥエロ             | ミナルディ・フォード       | 41     | ギアボックス    | 22       |          |
| Ret  | 9  | デイモン・ヒル                   | ジョーダン・無限ホンダ     | 19     | 油圧系          | 7        |          |
| Ret  | 20 | リカルド・ロセット               | ティレル・フォード         | 16     | 油圧系          | 18       |          |

• ファステストラップ デビッド・クルサード 1'17.523（Lap 59）
• ラップリーダー ミハエル・シューマッハ（Lap 1-22 / 24-71） エディ・アーバイン（Lap 23）